# うるとらスーパーさぶっ!!
『うるとらスーパーさぶっ!!』は、村山文夫による日本の4コマ漫画。『週刊サッカーマガジン』（ベースボール・マガジン社）にて連載された。4コマ漫画形式の風刺漫画である。2013年12月から2024年2月までの期間は、『ゲキサカ』(講談社)で週3度（水・木・金曜日に1本ずつ）の更新で連載されていた。

## 概要
サッカー界に起こったタイムリーなニュース・出来事を4コマ漫画で表しており、実在の選手の特徴をデフォルメして描く彼のキャラには、サポーターを始め、モデルとなる選手や監督、解説者など、ファンが多く、掲載誌・サイトを変えながら続いている。
連載当初は、単にコミカル中心のネタであったが、後にはジーコや川淵三郎、ザッケローニ等への情け容赦のない皮肉ネタを始め、全体的にコミカルさを保ちつつも、強烈な毒を含ませているのが最大の特徴。

## 略歴

### サッカーダイジェスト掲載『スーパーさぶっ!!劇場』時代(2001 - 2008)
2001年より、『週刊サッカーダイジェスト』（日本スポーツ企画出版社）にて、『スーパーさぶっ!!劇場』として連載開始。当初は、読者ページの隅にモノクロで週1本の漫画が載るだけだったが、人気を得たことから、2001年後半より、1ページ・週3本の連載に拡大。2002年からは、カラー連載となった。
2005年12月17日には、ファンからの単行本化の願いに応え、「ジーコジャパン激闘編」と題して、トルシエジャパン解散からドイツW杯最終予選突破までの作品を抜粋した内容で単行本を出版した。また、2006年6月6日には、モノクロで連載されていた時代からのノーカット版単行本が2巻同時に発売された。2006年8月23日に第3巻、2007年5月20日に第4巻が発売。

### サッカーマガジン掲載「うるとらスーパーさぶっ!!」時代(2008 - 2013)
2008年2月12日号を以って、『ダイジェスト』での連載を終了。数週間後、競合誌の『週刊サッカーマガジン』2008年3月25日号より、現行のタイトルで連載を開始した。『劇場』時代から内容や登場キャラクターに変化はなく、実質的な掲載誌移籍である。

### ゲキサカ掲載「ゲキさぶっ!!」時代(2013 - 2024)
2013年、『マガジン』の月刊誌への移行に伴い、週刊最終号となる同年11月12日号を以て『マガジン』での連載終了。同誌面にて、『ゲキサカ』(講談社)に移籍しての連載継続が発表された。同年12月4日から『ゲキさぶっ!!』と改題し、週三度(水・木・金曜日に1本ずつ)の更新で連載。2024年2月23日の更新をもって23年間にわたる連載を終了することが発表された。
2014年6月6日に双葉社から『スーパーさぶっ!　W杯がんばれザックジャパン』として7年ぶりに単行本化された。2010年夏から2014年春頃までの作品からより抜きで掲載されている。

## 人気投票
初の単行本「ジーコジャパン激闘編」の出版に際して、発売日前に『週刊サッカーダイジェスト』のWeb上で人気投票を行なっている。
| 順位 | キャラ         | モデルになった人物   | 順位 | キャラ       | モデルになった人物 |
| ---- | -------------- | -------------------- | ---- | ------------ | ------------------ |
| 1位  | ジーコ侍       | ジーコ               | 11位 | フィーゴ番長 | ルイス・フィーゴ   |
| 2位  | オークボ       | 大久保嘉人           | 12位 | クボ         | 久保竜彦           |
| 3位  | イナモト       | 稲本潤一             | 13位 | ミョージン   | 明神智和           |
| 4位  | セレーゾ監督   | トニーニョ・セレーゾ | 14位 | ナカヤマ     | 中山雅史           |
| 5位  | フクニシくん   | 福西崇史             | 15位 | オカダ監督   | 岡田武史           |
| 6位  | キャプテン     | 川淵三郎             | 16位 | オシム監督   | イビチャ・オシム   |
| 7位  | ロナウジーニョ | ロナウジーニョ       | 17位 | ハラ監督     | 原博実             |
| 8位  | オーウェン     | マイケル・オーウェン | 18位 | モニワ       | 茂庭照幸           |
| 9位  | ナカータ       | 中田英寿             | 19位 | フタガワ     | 二川孝広           |
| 10位 | ルーニー       | ウェイン・ルーニー   | 20位 | マツダ       | 松田直樹           |
|      |                |                      | 20位 | ナカムッラ   | 中村俊輔           |

## 主なネタ設定

### 日本関連
ジーコ侍シリーズ
三都主や中村など、招集選手を武器と見立て、用途をネタにして紹介。W杯期間中は、対戦国との試合結果をネタにしていた。
黄金のレストランシリーズ
日本代表に招集する選手を料理やワインに見立て、ジーコがウェイターに注文する。後にオシム、岡田、ザッケローニの各監督が注文するバージョンも掲載された。また、イラク代表の監督として登場したジーコが日本選手のメニューを勧められ「それ出さないで」という回もあった。
亜種として、岡田監督時代には「魚屋シリーズ」というのもあった。魚屋が選手を魚に見立て、サザエさんのような格好をした岡田監督に売り込むというもの。
目立たない男（ミョージンはん）シリーズ
明神智和の存在感の薄さをネタにしたもの。初めはトルシエに足を踏まれてしまう程度だったが、次第に表現がエスカレートし、友人と一緒に取った写真が「心霊写真」として気味悪がられたり、体が透けて見えるようになったり、挙げ句の果てにジーコに体を通り抜けられてしまう（ジーコに自覚はない）ほどになった。
ガンバ大阪移籍後は、何もないところでボールの向きが変わり、ゴールになる度にチームメイトが「ミョージンはんや!ミョージンはんが出たんや!」と騒ぎ出すネタになった。
後述「おばけ軍団シリーズ」では、褌一丁の姿になって、その褌だけが一反木綿として他人に目視されるようになる。2010年には、キャプテンマークを着用したことで腕の位置がわかるようになったが、ユニフォームを着用すると褌やキャプテンマークが見えなくなってしまう。
むけたー!シリーズ
当時鹿島アントラーズの監督をしていたトニーニョ・セレーゾが、鹿島からイタリアへ移籍した柳沢敦の出場する試合を見守り、柳沢が活躍すると「むけたー」と叫ぶ。退任後は小笠原満男、内田篤人を経て、柳沢の京都移籍後は秋田豊コーチ、仙台移籍後は手倉森誠監督が後を継いでいる。長くシリーズ化され、現在も続いている。話によってはまったく別の人材が叫び、別の人材が呼ばれて請け負うこともある。山の谷間からのどかに大声で叫ばれたり、時には建造物が突然叫ぶこともある。言葉の意味は、脱皮し成長した「一皮向けた」の意味から。
デカイ声シリーズ
大熊清の大きな声が、周囲（の耳）に被害を及ぼす様を描く。
あんちきしょー! / こんのヤロー!シリーズ
川崎フロンターレが試合終盤で試合を決定づけられる失点を喫して敗れた際、決勝点を決められた選手を捩りながら、悔しがる様を描く。時には川崎に敗れた際、相手チームのメンバーが、中村憲剛に向かって悔しがることもある。題材は矢野貴章、今野泰幸から。南アフリカワールドカップ時には、先に出番が与えられた矢野・今野を見て、中村が（矢野の時は今野も）悔しがるというネタがあった。また、元フロンターレ監督で2010年アジア大会日本代表の監督であった関塚隆がこの大会での優勝を受け、「あんちきしょー!」・「こんのヤロー!」と叫ぶネタが掲載。
おばけ軍団シリーズ
ガンバ大阪を妖怪軍団に見立て、大暴れする様を描く。遠藤保仁のデフォルメ（ゲゲゲの鬼太郎キャラ）を発展させたシリーズ。きっかけは、安田理大が発した「ルーニーは小学生（マンチェスター・ユナイテッドのデフォルメを参照）だから、おばけに弱い」の一言から。各選手のデフォルメは、以下のとおり。西野朗監督の退任に伴い一旦は終了したが、2013年のJ1昇格により復活した。その後宮本恒靖の監督就任により、一部メンバーが「イケメン軍団」を名乗り、もめている。
- 遠藤保仁：ゲゲゲの鬼太郎
- 明神智和（が着用している褌）：一反木綿
- ルーカス：見上入道
- 山口智：ねずみ男
- 安田理大：子泣き爺
- 中澤聡太：ネコ娘
- 今野泰幸：座敷童子
- 宇佐美貴史：ドラキュラ
- 東口順昭：河童
- 藤春廣輝：ガイコツ

など
犬鬼シリーズ
Jリーグ秋春制への移行を推進する日本サッカー協会会長の犬飼基昭と、それに反対するJリーグチェアマンの鬼武健二が、それぞれ「犬」と「鬼」の姿で論争を繰り広げるシリーズ。共に現在は役職を退いたため事実上終了となっている。
なお他にも名前に「鬼」がつく人物（鬼木達など）は鬼の姿にされることがある。
俺様的○○
- ホンダ（本田圭佑）が主題のネタ。いつも顎を上げ肩をいからせ、尊大な態度をとっている。
- CSKAモスクワ移籍直後には、その尊大な発言が通訳や他の選手による独自の解釈によって、「いい人」っぽい発言に変更され、聞いた者を感動させるネタ。後期には移籍したいホンダと引き留めたいチームや監督とのやりとりがネタの中心になった。
- ACミラン移籍後には入団会見時の発言にちなんだ「リトル・ホンダ」が登場。本物と違って顎は上げておらず、目がキラキラしている。

○○の少女ハイジシリーズ
- アルプスの少女ハイジを題材にしたネタ。スタジアムで試合を観戦しながらのやりとりで、選手の名前を覚えず「○○の人」と表現するハイジの発言にペーターがツッコミを入れる。

クボくんの大冒険シリーズ
クボくん（久保建英）が主人公のRPG風ネタ。
ロープ上の攻防シリーズ
J1の残留争いを題材にしたシリーズ。残留争いをしているクラブの監督達がロープの上に立ったり掴まったりして残留争いを演じる。残留が厳しくなるとより厳しい体勢になり、J2降格が確定すると落下する。2021年はワールドカップ最終予選で苦戦していたポイチ（森保一）日本代表監督までロープにつかまっていた。

### 日本国外関連
各クラブを別の組織に見立てたシリーズが多い。選手が移籍すると社員が小学生になるなどおかしなことになる場合も。

#### プレミア通り
プレミアリーグ関連のネタは「プレミア通り」と総称されている。2017-18シーズンは各クラブの建物が首位が一番上になるように積みあがり、18-19シーズン以降は各クラブの建物が背比べをして順位を争い、順位が低くなると地面に潜ってしまう。
チェルシー一家シリーズ
チェルシーFCをヤクザに見立てたシリーズ。アブラモビッチオーナーは「大親分」、監督は「親分」、キャプテンのテリーは「若頭」と呼ばれ、選手（子分）たちは全員、ユニフォームの上から腹巻きをしていた。
しかし、ミラン商事（後述）から来たアンチェロッティ監督就任後、一時期服装がスーツに変更になった。
建物は日本家屋であり、背比べでは家の下に柱が伸びるような表現になる。
マンU小学校シリーズ
マンチェスター・ユナイテッドを小学校に見立てたシリーズ。監督が先生となり、選手は全員常にランドセルを背負っている（背番号もランドセルに書かれている）。
リバプール荘シリーズ
リヴァプールFCをアパートに見立てたシリーズ。住人の一人であるジェラードが、「大黒柱」として一人必死に傾いた建物を支えていたが、隣にトットナムビルが建ち、大家（監督）だったベニテスの退任後はテント村になってしまったが、後にホテルとして再建された（ゲキさぶっ!! 第115回）。
マンC組シリーズ
マンチェスター・シティFCをヤクザに見立てたシリーズ（ジョーイ・バートンやナイジェル・デ・ヨングなど、ラフプレーが多い選手が在籍していることから）。当初は暴力バーを経営していたが、マンU小のルーニー（後述）にビルを破壊されたことにより、おでん屋台に転じる。最近では屋台が戦車風に武装されている。その後11-12シーズンの優勝でビルを建設。暴力バーとおでん屋はテナントとして入店。
その他のプレミアリーグ関連
- アーセナル：暴走集団汗唸流→アーセナル大学病院→消防署→アーセナル小学校相撲部→なんでも屋→大学病院
  - 当初はベンゲルの気まぐれで頻繁に内容が変わったが、ゲキさぶっ以降は大学病院に定着した。
- サウザンプトン：サウザン布団店
  - マヤ（吉田麻也）が所属していた。マヤは当初プレミア通りを散歩しているだけだったが、その後布団店の設定になり行商するようになった。
- レスター：レスター農場
  - 2015-16シーズンにはオカザキ（岡崎慎司、下記）の活躍により、プレミア通りを泥まみれにした。背比べでは地面が盛り上がる。
- エヴァートンFC：エバートン菓子店（エヴァートンのニックネーム「トフィーズ」がお菓子に由来することから）
- ウェストハム：西ハム
- イングランド代表：バー・スリーライオンズ
- トットナム：トットナム・ビル
  - ベイル在籍時にはヒーローとして登場していた。また、ハリー・ケインが屋上でハリケーンを起こしていた。

#### その他の海外リーグネタ
レアル学園シリーズ
レアル・マドリードを高校に見立てたシリーズ。会長を「理事長」、監督を「先生」、移籍してきた選手は「転入生」として扱われる。選手は基本的に白い学ランを着た生徒として描かれているが、マケレレだけは「用務員のマケレレおじさん」となっていた。生徒たちの席順はフィールド上でのポジションに準じて、最前列にFWが、最後列にGKが座っている。なお、ベッカムは、同じ右サイドハーフのフィーゴの膝の上に座っていた。
モイーズさんシリーズ
「ゲキさぶっ!!」になってからのシリーズ。ファーガソンの後任としてマンUの監督になったものの成績低迷で1年で退任したデイヴィッド・モイーズを、『サザエさん』（第38回「モイーズさん」）や素材は良いのに調理が下手なシェフ（第31回「モイーズ・レストラン」）などに喩えたり、モイーズが後任のファン・ハールが黒星発進したのを喜ぶ(第118回「今日のモイ～ズさん」)場面を描いたりしている。
ミラン商事シリーズ
ACミランを商社に見立てたシリーズ。ガットゥーゾが「ガッツ」と呼ばれており、インザーギが忍者でスパイ活動を行なっている。カカはエリート社員で、危機が迫ると「ビッグカカ」に変身する。たまに、ちり紙交換で大物選手を獲得し、そうしてやってきた選手は「古（ふる）○○」と呼ばれる。
その他
- FCバルセロナ：バルサ高校→幼稚園
- インテル・ミラノ：インテル株式会社（半導体メーカーのインテルにかけている）
- バイエルン・ミュンヘン ：山賊バイエルン
- アトレティコ・マドリード ： アトレティコ職人組合
- ユベントス ： 豪華客船→海賊船ユーベ号
- ASローマ ： ローマ帝国

など

## デフォルメの例
作中では日本人選手は苗字（名前やニックネームの場合もあり）のカタカナ書きで表現される。

### 日本国内
- イナモト（「イナB」とも、稲本潤一）は、ぼよよーんという擬音で表現され、太った人物になっている（のちにすっきりと痩せたが、いきなり何の前触れもなく一瞬にして元の太さに戻り、周囲を驚かせるというネタも見られた）。怪しい関西弁を喋る。
- クボ（久保竜彦）は、ほとんど何も喋らないが、いきなり爆発を起こす（モノクロ連載時代は、いきなり火を噴くことがあった）。なお、奥大介に対しては、人並みに喋れる。
- フクニシくん（福西崇史）は、とても爽やかな笑顔で（自身が輝いて描写されている）、悪質なタックルを繰り返す。
- オークボ（大久保嘉人）は、足が何本もある、シャカシャカした闘志むき出しのキャラクター。セリフ中の文字ほぼ全てに濁音がつく。
- 釜本邦茂は、顔が巨大。その顔には「かまもと」と描かれており、態度もでかく描かれる。自身の後継者として、オークボに注目している。
- シュンスケ（ジーコJAPANの頃は「ナカムッラ」とも、中村俊輔）は、目が前髪に隠れており、描かれていない。また、大抵は淡々としているがフィリップ・トルシエや本田圭佑の事を考えると感情的になり苛立ったりする。
- 早野宏史は、ダジャレを言うと、辺り一面に吹雪が起こる。
- 秋田豊は、「んが」と「んげた～（柳沢敦がゴールを決めた場面のみ）」としか喋らない。また、挨拶・会話等をヘディングだけで済ませる。時にはヘディングなどで止血することもある。
- 川口能活は、「バギャ」としか言わないことが多い（まともに喋っていることもある）。
- 小村徳男は、非常に顔が（というか頭が）大きく、お辞儀のために頭を下げると、重さで地面にひびが入ってしまう。作者曰く、「本物の小村の顔の大きさは普通なのだが、サッカー選手は全体的に小顔の人が多いため、結果的に小村の顔が大きいように見えてしまうから」とのこと（単行本4巻のあとがきより）。
- 山田卓也は、やたらと自分の筋肉を誇張しながら喋る。
- 山田暢久は、常に寝転びながらプレーする。
- 二川孝広は、なぜか幽霊キャラ。その後、樽で熟成される。現在は熟成が完了した模様。稲本同様、怪しい関西弁を喋る。また、目の細さもネタにされるときが多い。最近では内田篤人に親近感が沸き、内田の移籍後はまた樽にこもるようになってしまう。
- 高原直泰は、愛称が「スシボンバー」であることから、頭に寿司ネタ（マグロ、タコ、イクラなど）を乗せている。
- オシム監督は、日本代表監督就任以降、動く大仏として描かれている。見ることが大嫌いなPK戦になると、縮んでハウスの中に隠れる。
- オカダ監督（岡田武史）は、登場する度に眼鏡が飛ぶことが多い。
- ワシントンは、大魔神のように腕で顔を拭うような仕草をすると、顔が変わる。
- ストイコビッチは、妖精に変身した姿。ゴールを決めるごとに、羽が生えた妖精として、回転して空を飛び、喜ぶ。
- オークマコーチ（大熊清）は、前述の通り、大声がかなり強調されている（オシムJAPAN後期以降は、口に赤い×印が描かれたマスクを着用させられ、台詞はプラカードによる筆談に）。オシム監督は、彼の声の音量調節ができるリモコンを持っている。
- 家本政明は、世界のナベアツのネタを捩り、3の倍数の時にはイエローカードを出し、5の倍数の時にはレッドカードを出すという設定になっている。
- 根本裕一は、顔面が白く描かれており、走ると白い残像ができる。
- 藤田俊哉は、忍者の忍び装束姿で描かれる。
- ボンバー（中澤佑二）は、ヘディングをする際に髪型が爆発する。
- エンドー（遠藤保仁）は、ゲゲゲの鬼太郎キャラ。
- 楢﨑正剛は、何を話すときも懐中電灯を下から顔に当て、怪談のように話す。その後、ストイコビッチ監督や、グランパスの他の選手もやるようになった。しかし闘莉王に指摘された後は頭にくくりつけ前方を照らすように改められた。
- 岡崎慎司は、体中から泥を吐き出し、寝る時は泥のように眠る。
- ナガトモ（長友佑都）は他の選手と比べてかなり小さく描かれている。走るときは昔のギャグマンガのように足が渦巻きになる。また本田圭佑のACミラン移籍後は、「イタリアの先輩」として彼に対して威張るネタが多い。
- エンゲルス監督は、浦和監督時代は宣教師キャラだった。
- 原博実は、常に飛び跳ねながら会話する。
- イヌカイ会長（犬飼基昭）は、セリフの語尾に「ワン」と付くことが多い。
- カズ（三浦知良）は、ボールを出されると片足でまたぐ。ペレすらまたごうとした。なお新年最初の回は必ずカズを題材にした話が恒例となっている。
- イトーテル（伊東輝悦）は、寡黙で、2音以上言葉を発すると周囲に喜ばれる。J1通算500試合出場を達成した際には、インタビューは口パクでハーフナー・マイクがかわりにしゃべるというネタがあった。
- マルシオ・リシャルデスは、おでこが広く、語尾に、「デス」「デスカ」を付ける。
- バンド（播戸竜二）は、ランニングシャツを着た「昭和のガキ大将」キャラである。
- ダイニ会長（大仁邦彌）は額に「ダイニ」と書かれている（JFA会長就任会見で「大仁（第2）会長なので第1会長もいるんじゃないかな?」という趣旨の発言をしたことが由来）。またダイニ会長就任以降、JFA名誉会長を退いた川淵三郎は額の文字を「めいよ」から「ダイイチ」に書き換え、ダイニ会長よりも存在感が大きい。
- ハセベ（長谷部誠）は、一時ウォルフスブルクで出場機会がなかったことで「干されて」しまい、その後はこまめに水分を補給しないと体が乾燥してしまうようになった。また、ラップで代表戦の試合内容を語るネタもある。韻を踏むたびにコンノ（今野泰幸）を出すため、エンドーに「やめろや」と突っ込まれる。
- タカヒデ先生（高橋秀人）は事あるごとにムトー（武藤嘉紀）の行動を採点する。タカヒデ先生の移籍後も採点ノートはFCトーキョーに残されていたが、ノートを拾った人物は勝手にほかの選手の採点をしてしまうようになる。
- 酒井宏樹は、女性人気が高いウッチー（内田篤人）とは対照的に男性人気が高いように描かれており、男女のファンが「男はサカイ」「女はウッチー」ともめているうちに、彼を表す呼称は「男」になった。
- カワシマ（川島永嗣）は、「顔が怖い」キャラという設定。
- マキノ（槙野智章）は大の目立ちたがりで、パフォーマンスにうるさい。
- マヤ（吉田麻也）は、たまにゴールを決めても他の選手のゴールばかり報じられてしまうという役どころ。
- トミヤス（冨安健洋）が活躍すると、巨大な扇子に「○○○やす」というメッセージが書かれて出てくる。

### 日本国外
- オーウェンは、一貫してギャンブラーとして扱われている（実際の本人も競馬好き）。
- 元ユベントス監督のディディエ・デシャンは、「沈没した『ユーベ号』を救い出すスーパーマン」キャラ。
- ロナウジーニョは、眼球を自由に操れる。飛び出させるだけでなく、リフティングに使うなどして対戦相手を驚かせる。これまでに、作中ではエトオや中村俊輔も目玉を飛び出させたことがある。
- サムエルは、石壁に顔と手足が付いたような格好をしている。サムエル本人の愛称が「The Wall（壁）」であることに由来。
- トッティは、頭に王冠をかぶりながらプレーする。
- 元フルハム監督のティガナは、爪楊枝をくわえながら戦況を見守る。
- カマーチョ監督は、常に脇の下が濡れている。
- マケレレは、常に箒を持った「マケレレのおじさん」となっている。姓を「レレレのおじさん」とかけている。
- クロアチア代表やウエストハムの監督を務めるビリッチは、オネエ言葉でしゃべる。
- ヒディンク監督は、自チームの選手たちを武器にして戦う。
- ピルロは、顔の半分がサイボーグのようになっており、「ピルロロッ」とおかしな電子音を響かせる。
- ルーニーはほとんど台詞を発しないが、ビル一軒を頭突き一回で粉々にするほどの力を持ち、他のクラブに恐れられている。植毛をしてからは、自分の近くで笑った他チームの選手たちを「自分の髪型を笑った」と一方的に勘違いしてボコボコにするようになった。なお、ユナイテッドの監督がモイーズに決まった際はかなりの大声で「なにー」というリアクションをしている。
- ナニのリアクションは常に「なにー！」、バカリ・サニャのリアクションは常に「サーニャー」である。また、ダニー・ウェルベックの語尾は常に「○○だにー」である。
- エジルは、灰色の体にパンツ一丁の姿で「宇宙人エジル君」と呼ばれている。ただし、彼が本当に宇宙人なのかは未だに謎であり、本人も自分が宇宙人なのか疑っている節がある。感情が高ぶるとモンスターのような姿になる。
- ロッベンは、指を突き出し「チッチッ」と言いながらプレイする「お調子者」キャラである。また、彼のオチの口癖は「はいっ、全然わかりません」。
- グロスクロイツは、香川真司の忠犬として描かれている。
- ベンゲル監督は、宮市亮の復帰を巡ってフェイエノールトの関係者たちに丁重に拷問された結果、ブリーフ一丁の姿でドMキャラになってしまった。
- マラドーナは、アルゼンチン代表監督時代から「アルゼンチンのパパ」と呼ばれ、バカボンのパパのような発言をしている。
- クロップ監督は、喜ぶと大はしゃぎし、ビルの高層階から飛び降りてケガしてしまう。